# Molino hidráulico

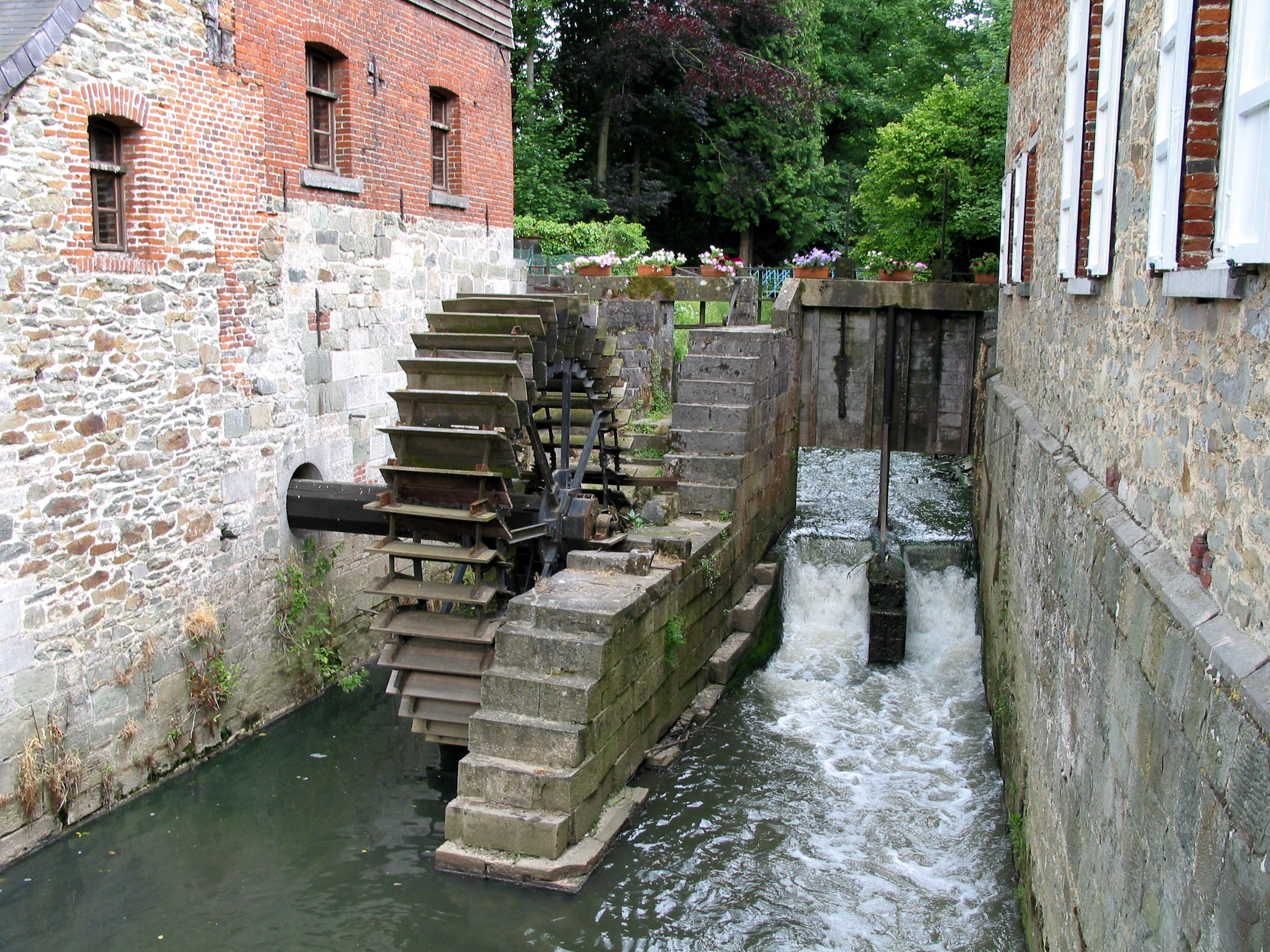
Molino de agua de Braine-le-Château, Bélgica

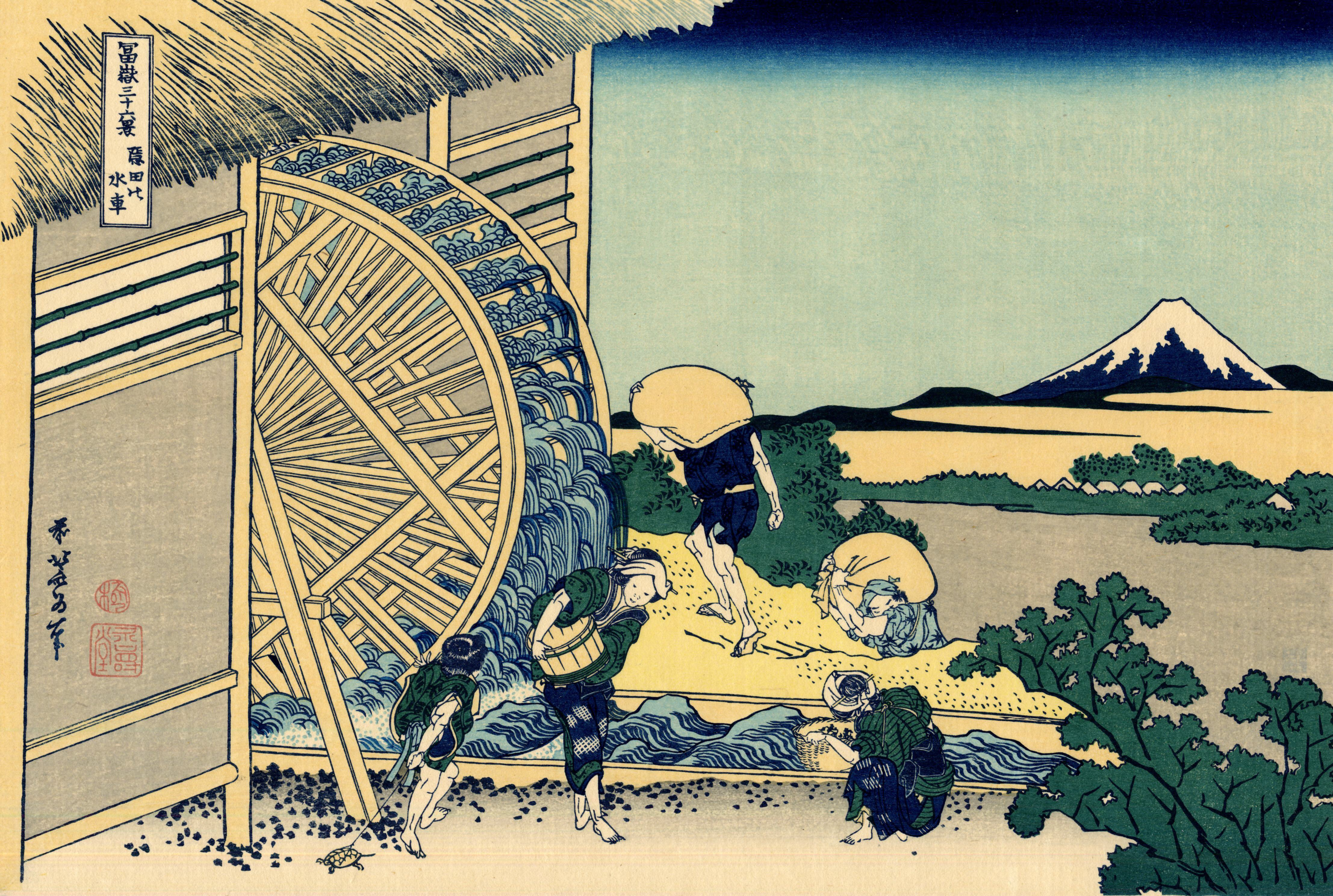
Molino de agua japonés en Onden. Xilografía de Katsushika Hokusai (ca. 1830), en Treinta y seis vistas del monte Fuji.

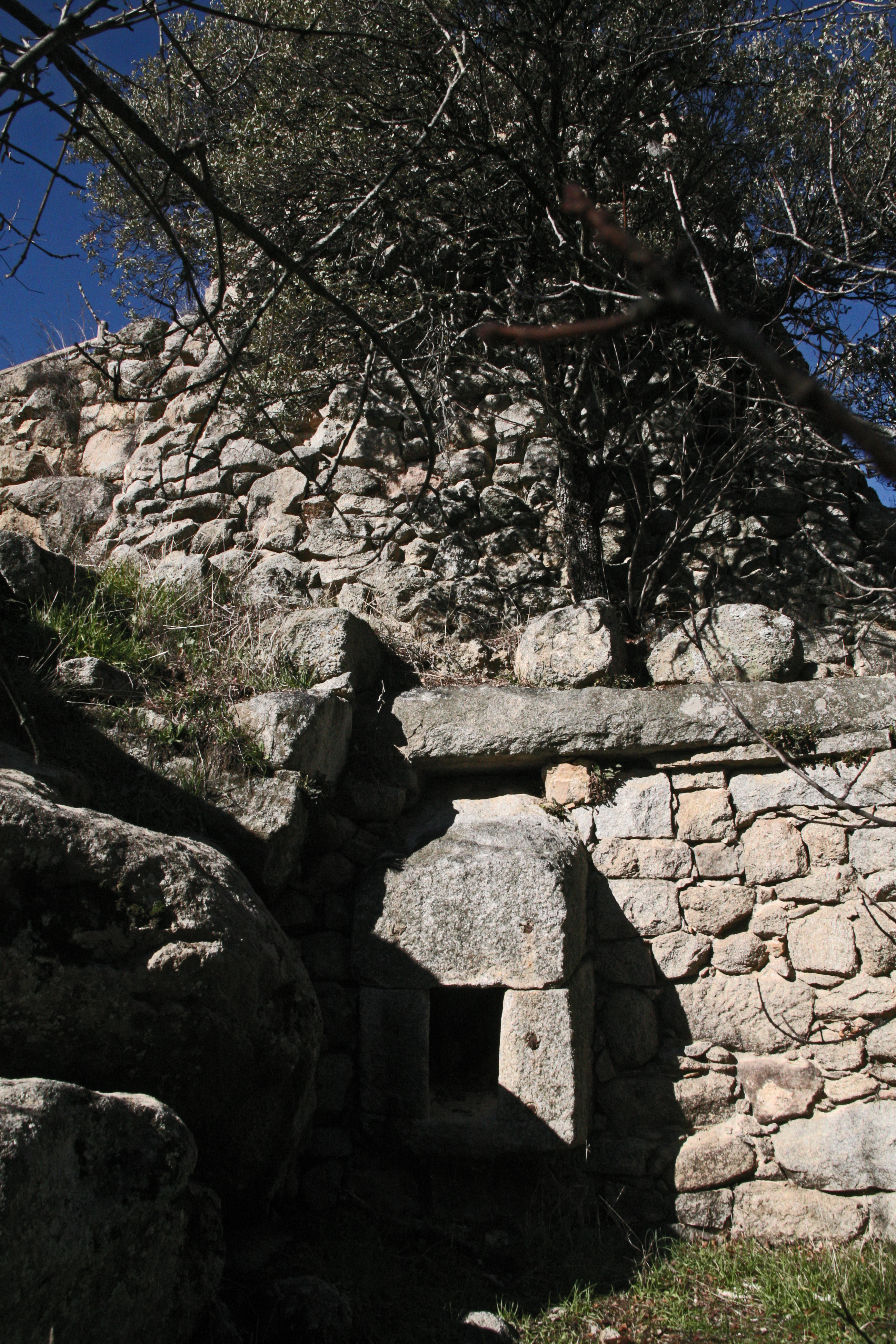
Detalle del saetín y cubo del molino de Baltasar Navalagamella en España

Molino hidráulico o molino de agua y sus variantes molino de caz o azud y aceña, es el conjunto de ingenios, construcciones y máquinas hidráulicas dedicadas desde la Antigüedad al aprovechamiento de la fuerza motriz natural del agua de ríos, mareas, etc. El modelo esencial está compuesto por una rueda –o turbina– que desencadena un doble proceso mecánico de traslación y fuerza, que a su vez será empleado en diversos usos industriales o agrícolas, desde sus más antiguas aplicaciones para moler cereales o el regadío, hasta su aprovechamiento como planta hidroeléctrica para producir electricidad.
Una forma importante de clasificar los molinos de agua es por la orientación de las ruedas (vertical u horizontal), una impulsada por una rueda hidráulica vertical a través de un mecanismo engranaje y la otra equipada con una rueda hidráulica horizontal sin dicho mecanismo. El primer tipo se puede dividir aún más, dependiendo de dónde el agua golpea las paletas de las ruedas, en molinos de rueda hidráulica de tiro inferior, superior, tiro de pecho y retroceso (tiro de espalda o tiro inverso). Otra forma de clasificar los molinos de agua es por un rasgo esencial sobre su ubicación: los molinos de marea utilizan el movimiento de la marea; molinos flotantes son molinos de agua a bordo (y que constituyen) un barco.

## Historia
Hay dos tipos básicos de molinos de agua, uno impulsado por una rueda hidráulica vertical a través de un mecanismo de engranaje, y el otro equipado con una rueda hidráulica horizontal sin dicho mecanismo. El primer tipo se puede dividir aún más, dependiendo de dónde el agua golpee las paletas de las ruedas, en molinos de rueda hidráulica de tiro inferior, superior, tiro de pecho y de giro inverso.

### Mundo occidental

#### Antigüedad clásica

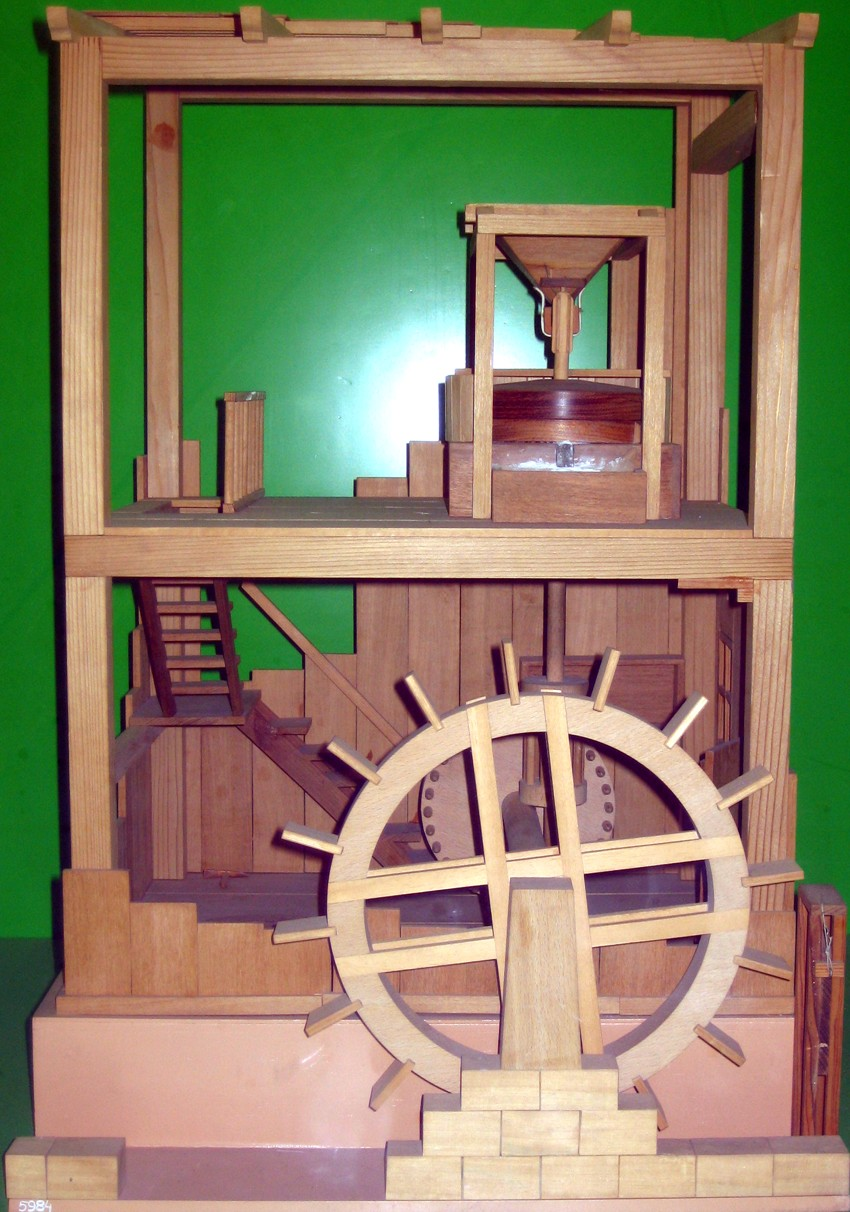
Modelo de un molino de granos romano accionado por agua descrito por Vitruvio. La muela del molino (piso superior) es accionada por una rueda hidráulica inferior por medio de un mecanismo de engranajes (piso inferior)

Los griegos  inventaron los dos componentes principales de los molinos de agua, la rueda hidráulica y el engranaje dentado, y utilizaron, junto con los  Romanos, molinos de ruedas hidráulicas de tiro inferior, superior y de pecho.
La evidencia más temprana de una rueda impulsada por agua aparece en los tratados técnicos "Pneumatica" y "Parasceuastica" del ingeniero griego Filón de Bizancio (ca. 280-220 aC). El historiador británico de la tecnología M.J.T. Lewis ha demostrado que aquellas partes del tratado mecánico de Filón de Bizancio que describen ruedas de agua y que previamente se pensaron eran  árabes, en realidad se remontan al original del griego del siglo III a. C... El engranaje conocido en latín como tympanum (copiado por los árabes como sakia), ya estaba completamente desarrollado, y fue atestiguado por primera vez en una pintura mural helenística del siglo II a. C. en el Egipto ptolemaico.

### India antigua
Según la tradición histórica griega, la India recibió molinos de agua del Imperio Romano a principios del siglo IV d. C. cuando un tal Metrodoros introdujo "molinos de agua y baños, desconocidos entre ellos [los brahmanes] hasta entonces".

### Mundo islámico
Los ingenieros bajo el dominio de los Califatos copiaron la tecnología de molinos de agua de las antiguas provincias del Imperio Bizantino, habiéndose utilizado durante siglos en esas provincias antes de las Conquistas musulmanas, incluida la actual Siria, Jordania, Israel, Argelia, Túnez, Marruecos y España.

## Prototipos

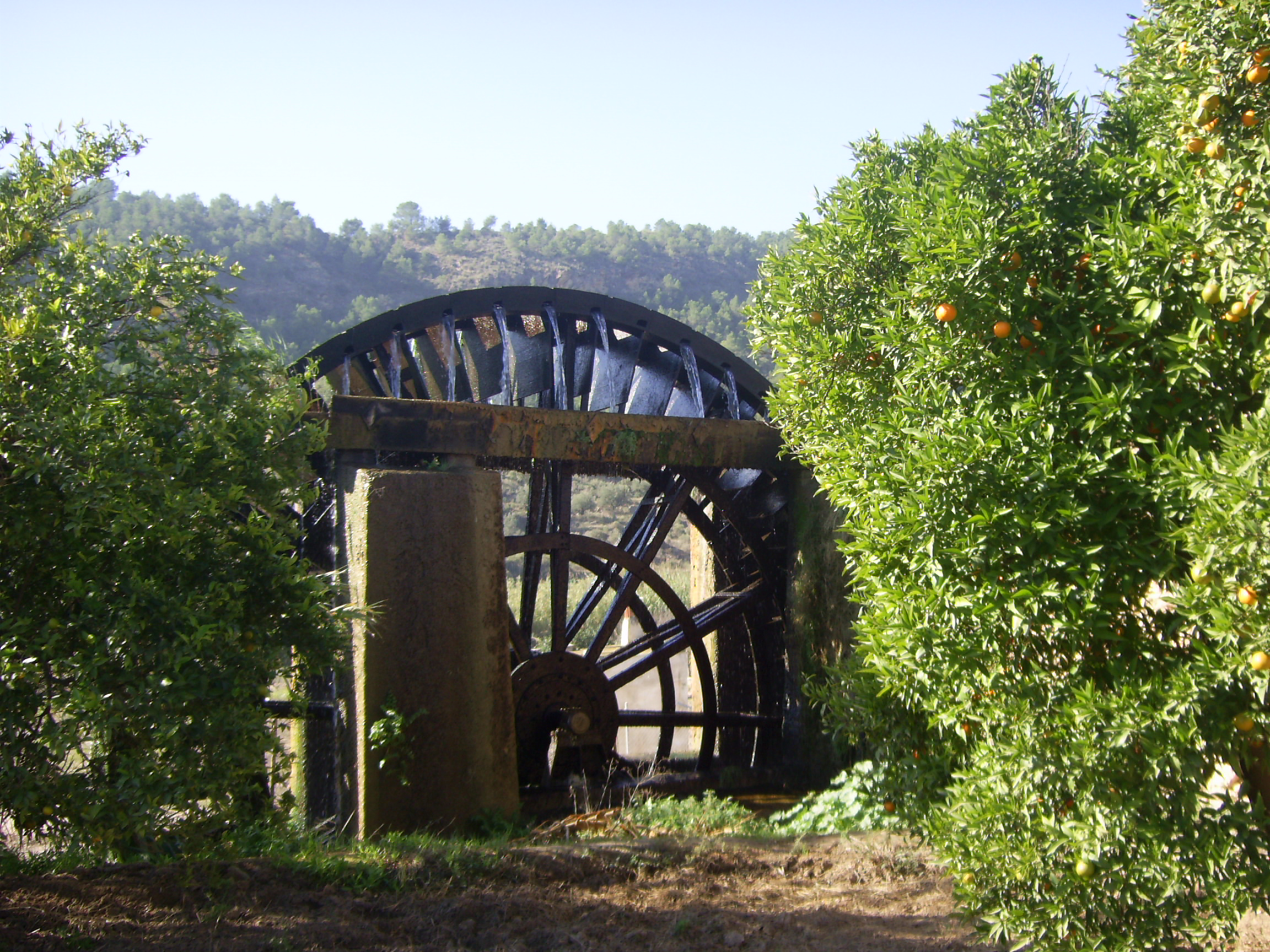
Molino hidráulico del río Segura en Abarán (Murcia, España)

Una posible clasificación de los molinos hidráulicos se puede hacer «en función de la posición de la rueda». Así, en los molinos hidráulicos con la rueda vertical sobre un eje horizontal, se encuentran el de rueda vitruviana; el de rueda gravitatoria o de cangilones; y los molinos flotantes.
En cuanto a los modelos de eje vertical con la rueda horizontal o “rodeznos”, se pueden clasificar:
- Molino de canal
- Molino de cubo
- Molino de “regolfos” con cubos
- Molino de mareas
- Molino de turbinas.

## Funcionamiento

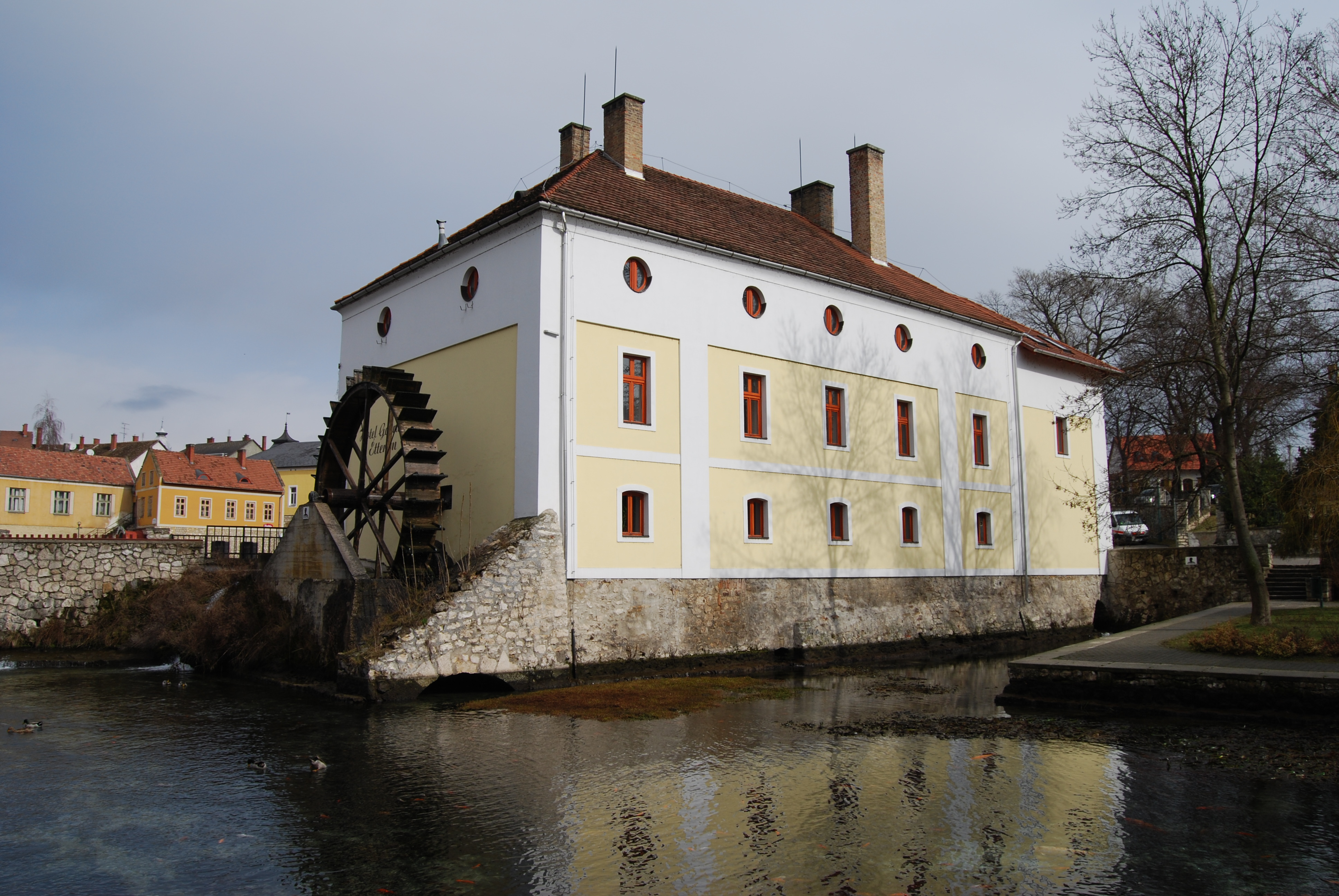
Un molino hidráulico en Tapolca, Veszprem County, Hungría

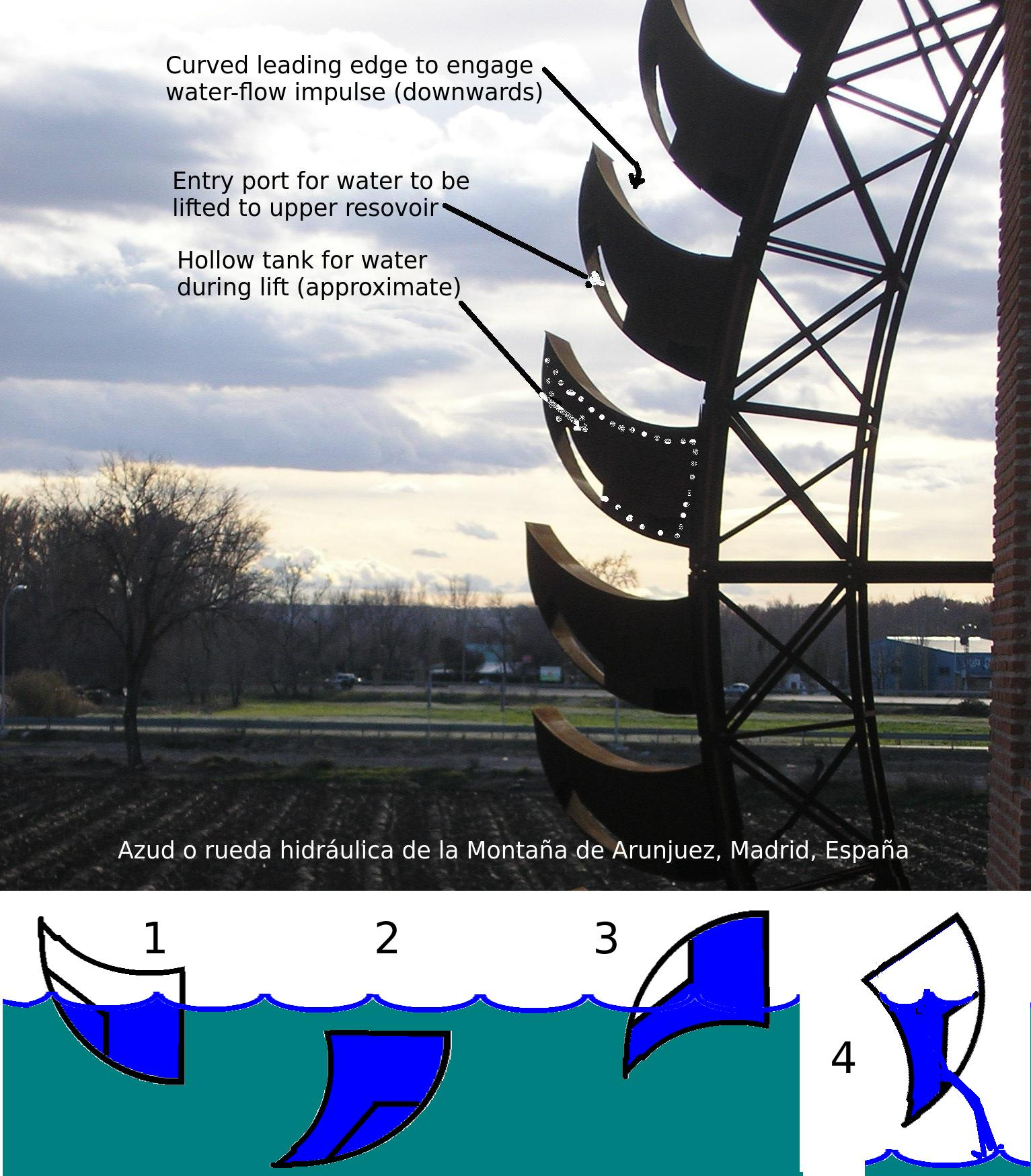
Diagrama de una rueda hidráulica de “La Montaña”, en Aranjuez, España

En su planteamiento y estructura más elemental, el molino hidráulico se alimenta de la corriente de agua (por lo general un río) desviada por medio de un canal o caz de molino hacia un depósito o cisterna abierta denominado balsa de molino o hacia una antepara. Allí la fuerza del agua empujará la turbina elemental o la estructura del molino hidráulico ejerciendo su presión hidrográfica sobre las aspas de la rueda, que hará girar el eje que, a su vez, pondrá en acción la maquinaria de la estructura. Ejercida su presión sobre la rueda hidráulica, el agua saldrá del molino regresando al curso fluvial por un canal denominado socaz o aprovechándose por un nuevo canal para consumo, regadío, etc.
Los molinos de agua se pueden dividir en dos tipos, uno con una rueda hidráulica horizontal sobre un eje vertical y el otro con una rueda vertical sobre un eje horizontal. Se llama “molino griego” o de rodezno al que dispone de una rueda horizontal a la superficie del agua enhebrada en un eje vertical, y  “molino romano” al que tiene una rueda vertical que gira en un eje horizontal. Se considera el modelo hidráulico griego el más antiguo, con el inconveniente de rendimiento de que necesita mayor fuerza y velocidad del agua. Los molinos de tipo romano, con una maquinaria más complicada en el conjunto de sus engranajes, consiguen transferir la energía desde el eje de giro vertical al horizontal que moverá a su vez la rueda molinera.
La mayoría de los molinos de agua en Gran Bretaña y los Estados Unidos de América tenían una rueda hidráulica vertical, uno de cuatro tipos: ruedas de tiro inferior, de pecho, de rebasamiento y de inclinación hacia atrás.

Rueda hidráulica con canal de alimentación inferior, utilizada como molino de agua desde el siglo I a.C.
Rueda hidráulica con canal de alimentación superior, utilizada como molino de agua desde el siglo I a.C.
Rueda hidráulica reversible, a menudo utilizada para aumentar la potencia generada por una rueda hidráulica con canal de alimentación en la altura de su eje de giro.[12]
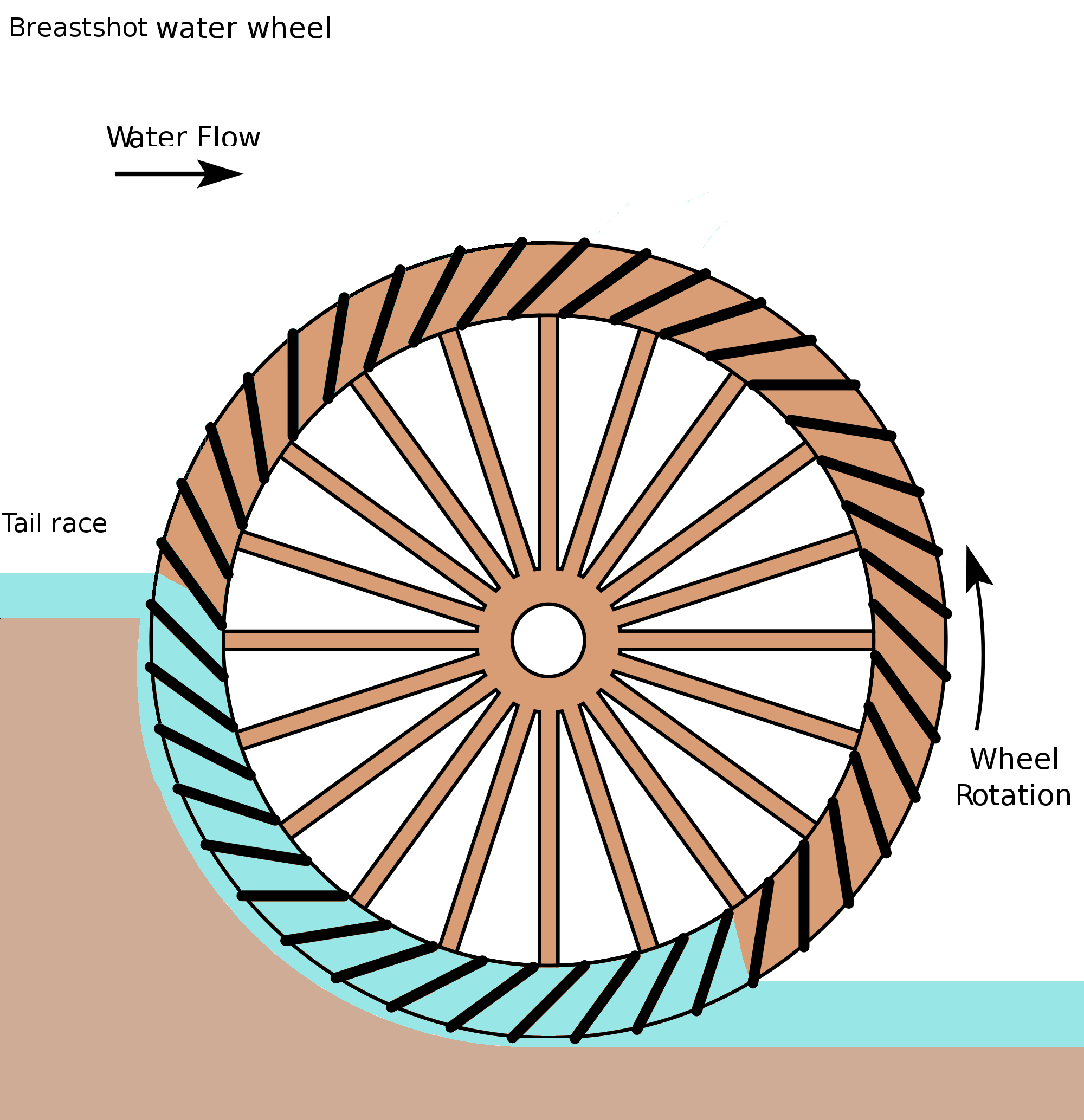
Rueda hidráulica con canal de alimentación en la altura de su eje de giro, utilizada como molino de agua desde el siglo III d.C.

## La rueda hidráulica

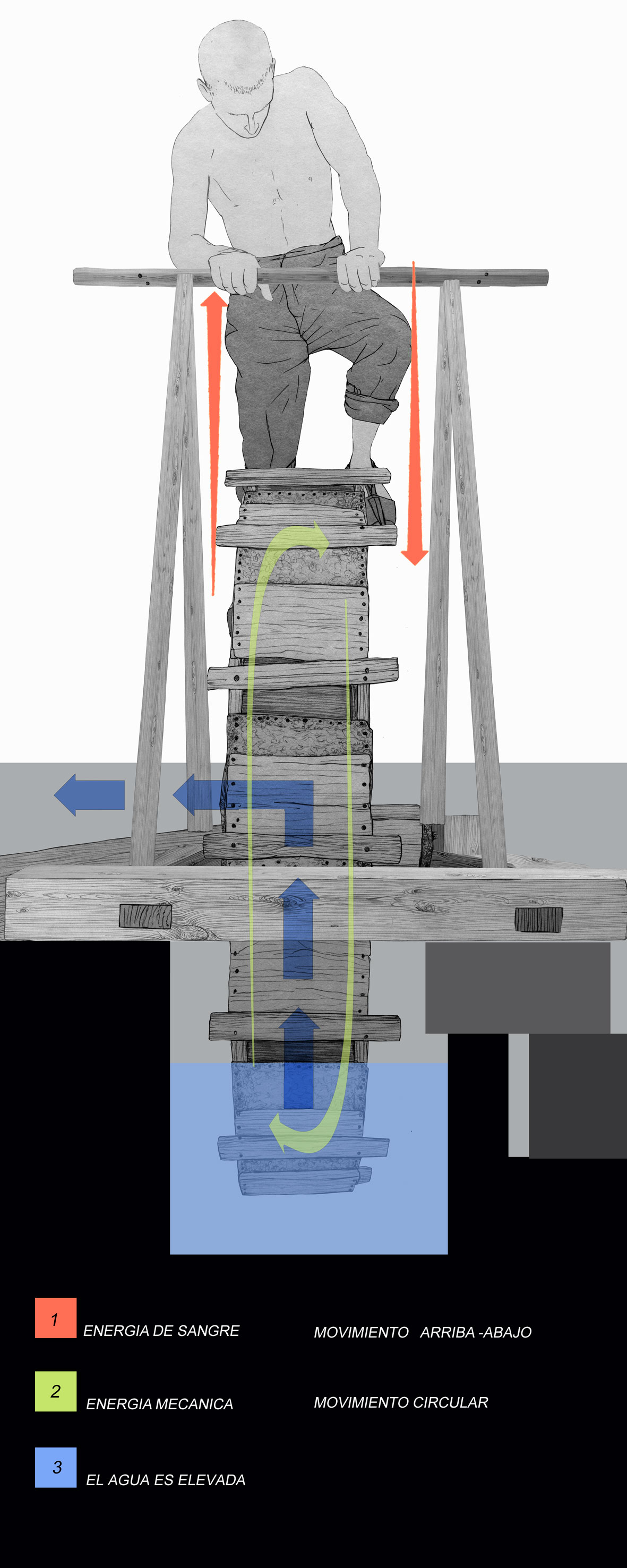
"Bombillo" para subir agua. Movimientos del labrador.Ilustraciones del Museo Valenciano de Etnología

Considerada como el ingenio más antiguo para el aprovechamiento de la energía del agua, la rueda hidráulica o rueda de noria, es una estructura circular, compuesta por una sucesión de palas o recipientes cangilones en su origen cerámico), dispuestos siguiendo el principio del rosario hidráulico. El agua que llega hasta la rueda impulsa las palas y/o llena los recipientes que luego desaguarán en el canal o el azud de recogida.
El historiador británico de tecnología, M. J. T. Lewis dató la aparición de la rueda hidráulica de eje vertical a principios del siglo III a. C. y la de eje horizontal cerca del año 240 a. C. También señala como lugares de invención Mesopotamia y Alejandría. Para ello tomó en cuenta evidencia indirecta del trabajo del griego Apolonio de Perge. Por su parte, el geógrafo griego Estrabón habla de la existencia de una rueda hidráulica antes del año 71 a. C., en el palacio del rey Mitrídates VI de Ponto. Pero su construcción exacta no puede deducirse del texto (XII, 3, 30 C 556). La primera descripción técnica de una rueda hidráulica con engranajes la ofrece el ingeniero militar romano Vitruvio, a finales del primer siglo a. C., siguiendo y desarrollando los conocimientos de Ctesibio (ca. 250 a. C.) y el tornillo hidráulico de Arquímedes, y siguiendo la tradición del molino griego de eje vertical.
Cerca del año 300 a. C., los romanos reemplazaron los compartimientos de madera con cangilones de barro o arcilla separados, atados al marco externo de la rueda, dando origen al molino hidráulico.
Además de los referidos molinos hidráulicos de origen griego y romano, hay que mencionar la «sakia» (molino hidráulico o rueda hidráulica provista de compartimientos o cubos) usada por los antiguos egipcios para elevar agua, y quizá ya antes utilizada por los sumerios. En el renacimiento italiano, el pintor Leonardo da Vinci, en sus estudios de maquinaria llegó a diseñar una rueda dispuesta para llenar una torre de agua.
Ya a mediados del siglo xix, se construyeron en Gran Bretaña numerosas ruedas hidráulicas con diámetros entre 7 y 12 metros, para uso industrial, cuyas unidades podían producir de 65 kW hasta 190 kW.

### Tipos de rueda hidráulica
- Rueda hidráulica con canal de alimentación superior
- Rueda hidráulica con canal de alimentación en la altura de su eje de giro
- Rueda hidráulica con canal de alimentación inferior
- Rueda hidráulica reversible

### Molinos flotantes

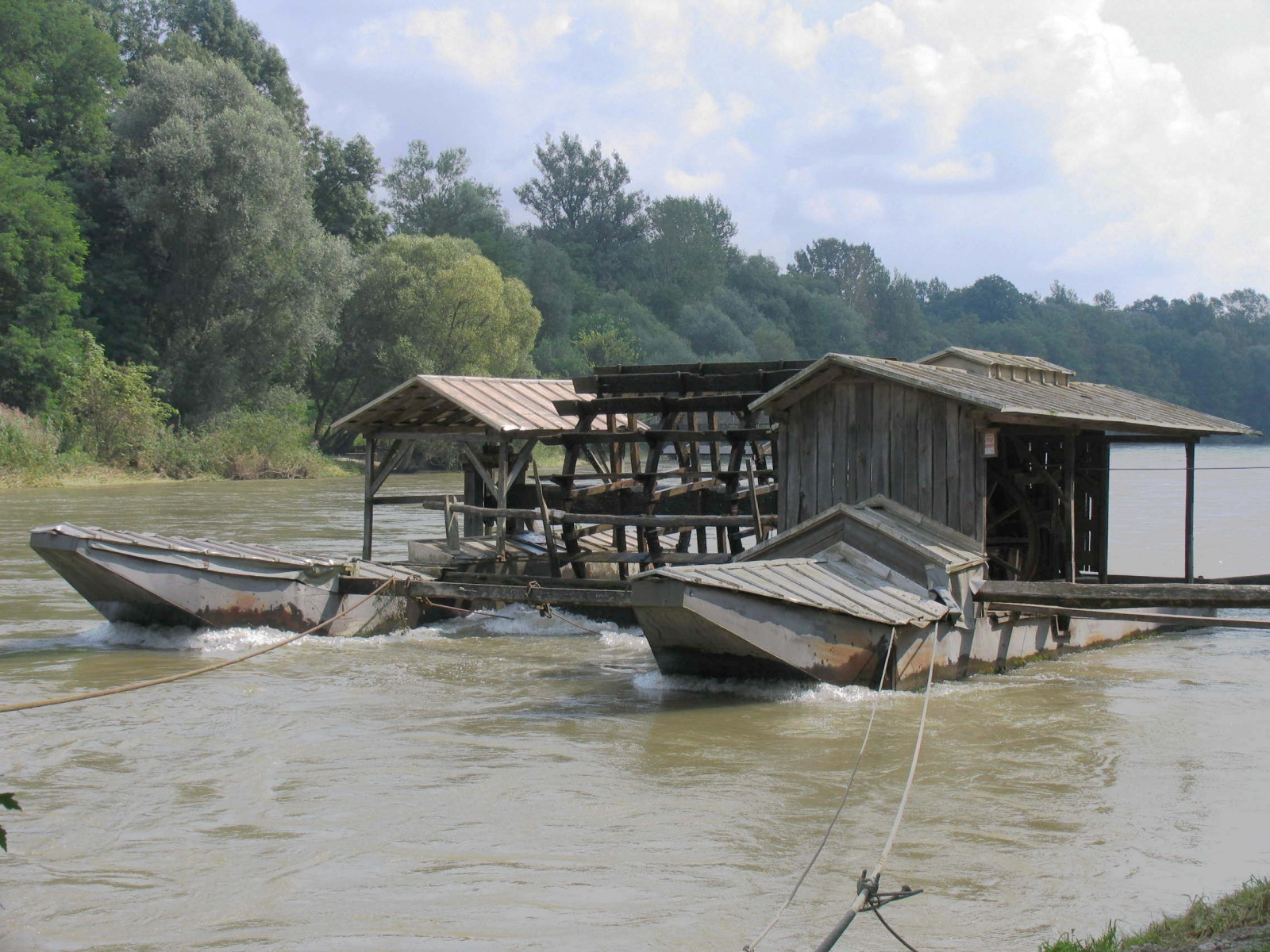
Molino navegable en el río Mura de Eslovenia.

Una variante del molino hidráulico fue el molino flotante o ‘molino de nave’, un antiquísimo ingenio compuesto por una rueda hidráulica instalada al costado de una o dos barcazas y que gira con la fuerza de la corriente.
Sus orígenes en Europa se remontan a la Italia de mediados del siglo vi; Fueron descritos por inventores y humanistas como el veneciano Fausto Verancio (1551-1617), que los dibuja en su «Machinae novae», y en obras como la Encyclopédie Diderot (1751). Su decadencia y desaparición ocurrió al final del siglo xix, aunque algunos sobrevivieron hasta bien entrado el xx.
Con la incorporación de la tecnología de los aerogeneradores han dado origen al molino flotante eólico.

## Tipología

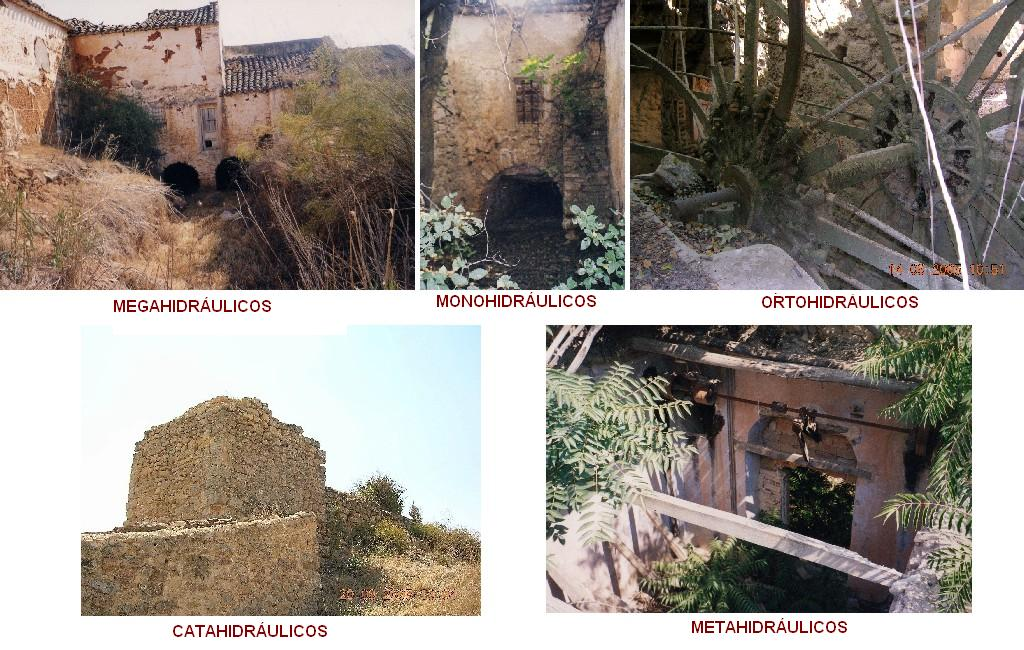
Tipos de molinos hidráulicos, desde el punto de vista hidrodinámico y morfológico.

Acotando un grupo de modelos documentados en España y desde el punto de vista hidrodinámico y morfológico, pueden diferenciarse cinco tipos básicos de molino hidráulico:
- Megahidráulicos: molinos de ruedas horizontales (rodeznos) con más de una (normalmente, y en correspondencia con más de un cárcavo), por lo general dos; cuya potencia motriz se debe más a la componente de caudal que a la componente de altura, por lo que necesitan de grandes balsas trapezoidales, que funcionan a modo de cubos (balsas-cubo) Presentan importantes edificaciones y dependencias, además de otras instalaciones. Son: "Molino de la Pasadilla", "Molino de D. Pedro", "Molino del Tinte", "Molino del Vado" y "Molino de Ramos", todos en el término municipal de Villarrobledo (Vdo.); así como la mayoría de los molinos de Paterna.

- Ortohidráulicos: molinos de ruedas verticales. Incluiría tanto las aceñas de río, de ruedas vitrubianas (paletas rectas), como los de ruedas gravitatorias (paletas de cangilones). Su fundamento es principalmente la utilización de corrientes de agua a través de canales directos que precipitan en carga o transmiten su velocidad, sobre/bajo cámaras hidráulicas, en vez de sobre cárcavos. Pueden presentar balsas de decantación-regulación. Son: "Molino del Fraile", en el término de Munera; y "molino del Garbancero" (en el arroyo de Las Animas, del río Sotuélamos, término municipal de El Bonillo).

- Monohidráulicos: molinos de una sola rueda horizontal o rodezno (un solo cárcavo), pero que podrían algunos accionar hasta dos empiedros a través de un embrague. La potencia se adquiere por término medio entre caudal y altura, por lo que necesitan de cubos-adjuntos a las balsas, o exentos, sin llegar a sobrepasar los 6 metros de altura. Son: “Molino de Roldán" y "Molino Nuevo", en el río Sotuélamos (t.m. de El Bonillo); "Molino de María Antonia" y "Molino de los Atienza", en el t.m. de Munera.

- Catahidráulicos: molinos de altos cubos de presión exentos (más de 6 m), que precisan de gruesos muros contrafuertes, formando singulares torretas prismáticas o tronco-piramidales. Por lo general de un solo rodezno, cuya potencia motriz se fundamenta en la componente de altura hidráulica frente a la de caudal, debido a la escasez del recurso fuente (con pequeñas o inexistentes balsas). Algunos presentan sifones de entrada al cubo, para aumentar la presión. Son: "Molino de Rodríguez, "Molino del Concejo" y "Molino del Santo 2", en el t.m. de Munera.

- Metahidráulicos (metamolinos): molinos que con el tiempo se han adaptado a otras dinámicas y usos. Por ej.: molinos harineros que pasaron a funcionar como centrales hidroeléctricas o ferrerías. En estos, los rodeznos pueden sustituirse por turbinas. A veces necesitan de importantes infraestructuras de conducción para salvar fuertes pendientes (sifones y acueductos), así como para el almacenaje, con el fin de alcanzar las máximas potencias motrices (superior a 20 CV). Son: "Molino de los Frutos" y "Molino de la Iglesia", en el río Sotuélamos, dentro del t.m. de El Bonillo; y el "Molino del Santo 1", aún operativa como minicentral hidroeléctrica de Munera.